# Стэблер, Кен
Кеннет Майкл «Кен» Стэблер (англ. Kenneth Michael "Ken" Stabler, 25 декабря 1945 — 8 июля 2015) — американский игрок в американский футбол, выступавший на позиции квотербека в Национальной футбольной лиге за клубы «Окленд Рэйдерс», «Хьюстон Ойлерз» и «Нью-Орлеан Сэйнтс». На студенческом уровне играл за команду университета Алабамы «Алабама Кримсон Тайд». По окончании игровой карьеры работал комментатором матчей НФЛ на канале CBS, а затем вместе с Эли Голд комментировал на радио игры Алабамы.

## Личная жизнь
За свою жизнь Стэблер трижды был женат. Со своей первой женой Изабель Кларк он поженился в 1968 году, а в 1971 году пара развелась. С 1974 по 1978 год он был женат на Дебби Фитцсиммонс. В 1984 году он женился на бывшей Мисс Алабама Universe (1979) Роуз Молли Бёрч. В 2002 году пара развелась.
У Стэблера есть три дочери: Кендра, Алекса и Марисса.
Он трижды был арестован за вождение в нетрезвом состоянии — в 1995, 2001 и 2008 годах.
Кен Стэблер умер от рака 8 июля 2015 года в возрасте 69 лет. Болезнь у бывшего футболиста диагностировали в феврале 2015 года.